# Пуерто Кортес (Хондурас)
Пуерто Кортес (Хондурас) (шп. Puerto Cortés, шп. Puerto de Caballos), познат и као Пуерто де Кабаљос, је лучки град и општина на северној карипској обали Хондураса, тачније на Лагуни де Алварадо, северно од Сан Педро Суле и источно од Омое, са природним заливом. Садашњи град је основан у раном колонијалном периоду. Нагло је растао у двадесетом веку, захваљујући тадашњој железници и производњи банана. По обиму саобраћаја, морска лука је највећа у Централној Америци и 36. по величини у свету. Град Пуерто Кортес има популацију од 69.000 (2020. подаци).

## Историја
Гил Гонзалес Давила је основао град 1524. године и назвао га је Виља де ла Нативидад де Нуестра Сењора, сада позната као Синегита. Године 1526. Ернан Кортес је дошао да казни Гонзалеса Давилу и када је стигао на обалу Хондураса из Мексика и почео да искрцава коње и терет са бродова, неколико коња се удавило, па га је из тог разлога Кортес назвао Пуерто Кабалос. До 1533. године, локални домородачки вођа, по имену Чичумба (Чочумба, Чочремба, Хоамба - Шпанци су забележили многе варијанте његовог имена) уништио је град, наводно узевши у заробљеништво жену из Севиље, у Шпанији. Након Чичумбиног пораза 1536. од Педра де Алварада, нови град, Пуерто де Кабалос је основан на јужној обали Лагуне де Алварадо.
Енглези су нападали Пуерто Кабалос као и друга места дуж обале Хондураса. Кристофер Њупорт је накратко и окупирао град у бици код Пуерто Кабалоса, у склопу Англо-шпанског рата. Пошто је био изложен гусарима све до изградње шпанске тврђаве у Омои у 18. веку, имао је мало сталних становника у 16. и 17. веку. Људи су радије излазили на обалу из Сан Педра када би брод ушао у луку. Године 1869. Пуерто Кабалос је променио име у Пуерто Кортес у част Ернана Кортеса.

## Град
Током две недеље у августу, Пуерто Кортес слави своје локалне патроналне свечаности. Последњи дан (субота) је познат као Ноче Венециана ('Венецијанска ноћ'), 15. август је локални празник у част Девице де ла Асунсион (локалне светице заштитнице Пуерто Кортеса).
У септембру 2001. године, мост Лагуна де Алварадо је обновљен и свечано отворен након што је стари мост, 50 година стару структуру, тешко оштетио ураган Мич 1998. Бетонски зид који окружује и штити део обале у заливу област је изграђен близу северног краја моста. Овај зид је познат као Ел Малекон (шпански за „Волобран“).
Први аутопут са четири траке у Хондурасу отворен је 1996. године, повезујући Пуерто Кортес и град Сан Педро Сула.

## Морска лука
Године 1966. створена је Емпреса Насионал Портуариа (Национална лучка управа Хондураса). Зона слободне трговине створена је 1976. године.
Међу свим светским лукама које извозе контејнере са робом са дестинацијом у САД, Пуерто Кортес је 36. по обиму.
Због своје близине америчким морским лукама у Мексичком заливу и на источној обали и инфраструктуре морских лука, Пуерто Кортес је укључен у Иницијативу за безбедност контејнера САД (ЦСИ), прву такву луку у Централној Америци. У децембру 2005. америчка влада је потписала споразум са владом Хондураса и отворила америчку царинску канцеларију у Пуерто Кортесу. Према овом споразуму, сви контејнери извезени из Пуерто Кортеса који су намењени за било коју америчку морску луку проверавају амерички царински службеници у Хондурасу.
У марту 2007. године, у оквиру иницијативе Мегапорт, у Пуерто Кортесу су већ инсталирана три РПМ-а (Радиејшн Портал Мониторс) од стране УС ДОЕ за инспекцију свих контејнера са одредиштем за САД, проверавајући могуће опасне радиоактивне претње. 2. априла 2007. године РПМ су постали оперативни.